# Bedford, Oos-Kaap
Bedford este un oraș din provincia Eastern Cape, Africa de Sud.